# Pteris ferruginea
Pteris ferruginea là một loài dương xỉ trong họ Pteridaceae. Loài này được J.Bommer mô tả khoa học đầu tiên năm 1896.
Danh pháp khoa học của loài này chưa được làm sáng tỏ. 